# Genshin Impact
Genshin Impact là trò chơi hành động nhập vai do miHoYo phát triển, được phát hành lần đầu vào ngày 28 tháng 9 năm 2020. Genshin Impact là tựa game mới được miHoYo phát triển tiếp nối sau series Honkai Impact. Trò chơi hiện có mặt trên các nền tảng Microsoft Windows, PlayStation 4, iOS, và Android vào năm 2020 và trên PlayStation 5 vào năm 2021, hiện đang trong quá trình phát triển để có thể hỗ trợ hệ máy Nintendo Switch. Trò chơi có bối cảnh thế giới mở theo phong cách anime, có sử dụng các sức mạnh nguyên tố và cơ chế chuyển đổi linh hoạt trong tổ đội. Genshin Impact là trò chơi miễn phí và thu lợi nhuận qua cơ chế gacha, nơi người chơi có thể nhận nhân vật hoặc vũ khí mới. Trò chơi được cập nhật thường xuyên thông qua các bản vá dưới dạng hình thức dịch vụ.
Genshin Impact được đặt trong bối cảnh của một thế giới giả tưởng Teyvat. Ở đó tồn tại bảy quốc gia, mỗi quốc gia đều có liên kết tới một nguyên tố nhất định và được cai trị bởi một vị thần. Câu chuyện xoay quanh Nhà Lữ Hành, người đã đặt chân tới vô vàn thế giới khác nhau với người anh em sinh đôi của mình trước khi bị chia rẽ ở Teyvat. Sau đó Nhà Lữ Hành cùng với bạn đồng hành Paimon đã bắt đầu cuộc thám hiểm để tìm lại người thân của mình, hai người bị cuốn vào những vấn đề của các quốc gia trên đại lục Teyvat.
Trò chơi bắt đầu được phát triển từ đầu năm 2017. Genshin Impact nhận được rất nhiều phản hồi từ người dùng và phần lớn là những phản hồi tích cực. Các nhà phê bình đánh giá cao lối chơi và bối cảnh thế giới mở, nhưng cũng có nhiều ý kiến chỉ trích cái kết hời hợt và mô hình kinh doanh của trò chơi. Trò chơi rất thành công về mặt thương mại, mang về hơn tỷ đô la doanh thu trong năm đầu tiên phát hành, cao nhất từ trước đến nay so với các tựa game khác. Bắt đầu từ cuối năm 2021, phiên bản quốc tế của Genshin Impact được quản lý bởi công ty COGNOSPHERE PTE. LTD có trụ sở tại Singapore với thương hiệu là HoYoverse.

## Lối chơi

Người chơi có thể leo trèo bất kì mặt tường nào để di chuyển.

Genshin Impact là trò chơi nhập vai hành động thế giới mở, người chơi có thể thông qua những phương pháp di chuyển như leo trèo, bơi lội, bay lượn... để thăm dò nhiều dạng di tích và địa hình, tuy nhiên việc thực hiện các hành động đòi hỏi nhân vật phải có thể lực bền bỉ. Trò chơi cũng cho phép người chơi lựa chọn và điều khiển một trong bốn nhân vật có thể hoán đổi cho nhau để tham gia chiến đấu. Ở giai đoạn đầu game, người chơi sẽ có thể nhận miễn phí 4 nhân vật thông qua nhiệm vụ chính tuyến, 2 nhân vật cố định khi khiêu chiến bí cảnh (La hoàn thâm cảnh), tuy vậy vẫn có thể nhận thêm các nhân vật 4 sao khác thông qua sự kiện. Ngoài ra khi hoàn thành các nhiệm vụ khác nhau, người chơi có thể tương tác với các nhận vật mới và sẽ có cơ hội được dùng thử các nhân vật này.
Việc chuyển đổi giữa các nhân vật có thể được thực hiện nhanh chóng trong khi chiến đấu, nó cho phép người chơi có thể kết hợp một số kĩ năng và đòn tấn công khác nhau, tạo ra "phản ứng nguyên tố" gây sát thương lớn. Người chơi có thể nâng cấp sức mạnh của nhân vật bằng nhiều cách khác nhau, chẳng hạn như tăng cấp độ của nhân vật, nâng cấp vật phẩm và vũ khí mà nhân vật trang bị. Ngoài việc đi khám phá, người chơi có thể làm các nhiệm vụ khác nhau để nhận phần thưởng. Rải rác khắp Teyvat là những con Thủ lĩnh, đánh bại chúng có thể nhận được phần thưởng có giá trị, chẳng hạn như Phong Ma Long và Vua Sói, nhưng để nhận sẽ phải tiêu hao 40 "nhựa nguyên chất", vật phẩm này sẽ tự phục hồi theo thời gian với 8 phút mỗi lần và có giới hạn là 200 đơn vị.
Hoàn thành những thử thách sẽ giúp người chơi tăng điểm kinh nghiệm cho hạng mạo hiểm, từ đó mở ra các nhiệm vụ, các thử thách mới và tăng Cấp Thế giới của mình. Cấp thế giới càng cao, ma vật sẽ càng mạnh nhưng những vật phẩm nhận được lại càng nhiều và càng đa dạng.
Một số nhân vật có khả năng có thể thay đổi các yếu tố môi trường, chẳng hạn như đóng băng nước để tạo ra một con đường băng trên mặt nước. Nhiều điểm dịch chuyển xuất hiện trên khắp bản đồ mà người chơi có thể dịch chuyển đến và có những bức tượng đặc biệt được gọi là Thất Thiên Thần Tượng, nơi mà người chơi có thể chữa lành và hồi sinh nhân vật, đồng thời tượng thần cũng ban tặng những lợi ích khi người chơi dâng các Thần Đồng tương ứng. Các vật phẩm như hoa, động vật, nguyên liệu... và quặng có thể được tìm thấy khắp đại lục, đánh bại ma vật và mở rương báu sẽ rơi ra các loại tài nguyên khác có thể được sử dụng để nâng cấp sức mạnh cũng như nâng cấp vũ khí của nhân vật. Người chơi có thể kiếm thức ăn từ việc săn bắn động vật, thu thập trái cây và rau quả hoặc mua chúng từ các cửa hàng. Các thành phần có thể được nấu thành bữa ăn giúp tái tạo sức khỏe của nhân vật hoặc tăng các số liệu thống kê khác nhau. Người chơi cũng có thể mua quặng có thể được tinh luyện và sau đó được sử dụng để nâng cao sức mạnh vũ khí hoặc rèn vũ khí.

Triển khai kĩ năng nguyên tố của nhân vật Sucrose.

Mỗi nhân vật có hai kỹ năng chiến đấu duy nhất: một kỹ năng nguyên tố và một kỹ năng nộ. Kỹ năng nguyên tố có thể được sử dụng bất cứ lúc nào ngoại trừ cần thời gian hồi chiêu ngay sau khi sử dụng. Ngược lại, muốn sử dụng kỹ năng nộ cần phải có năng lượng, yêu cầu người dùng tích lũy đủ năng lượng nguyên tố bằng cách đánh bại kẻ thù hoặc gây ra hiệu ứng trạng thái nguyên tố. Các nhân vật có quyền kiểm soát một trong bảy nguyên tố tự nhiên: Phong, Lôi, Thủy, Hỏa, Băng, Thảo và Nham. Các nguyên tố này có thể tương tác theo nhiều cách khác nhau. Ví dụ, nếu một đòn tấn công của hệ Thủy trúng mục tiêu, kẻ địch sẽ bị gán hiệu ứng "Ẩm ướt", nếu nhân vật chịu sát thương nguyên tố băng, sẽ bị gán "Lạnh giá". Hai phản ứng trạng thái này kết hợp thành trạng thái "Đóng băng", ngăn mục tiêu thực hiện bất kỳ hành động nào trong một thời gian hoặc cho đến khi người chơi gây đủ sát thương vật lý lên kẻ địch. Chuyển đổi và sử dụng kĩ năng của các nhân vật giúp tạo ra nhiều phản ứng khác nhau. Một số khiêu chiến và giải đố yêu cầu những nguyên tố nhất định để hoàn thành.
Chế độ nhiều người chơi khả dụng dưới dạng co-op. Tối đa 4 người chơi có thể chơi cùng nhau và tham gia các Bí cảnh khác nhau. Người chơi có thể thực hiện bằng cách yêu cầu ghép online với người chơi khác. Người chơi có thể hoàn thành Bí cảnh dễ dàng bằng cách ghép online với những người chơi khác có cùng một mục tiêu.
Loại tiền tệ phổ biến trong Teyvat là Mora, có thể dùng để mua các nguyên liệu nấu ăn và vật phẩm đặc biệt trong game. Ngoài ra khi hoàn thành các nhiệm vụ, khiêu chiến hoặc thám hiểm sẽ nhận được Nguyên thạch, được sử dụng để gacha nhân vật và vũ khí trong hệ thống "Cầu nguyện".  Ngoài ra còn có Đá sáng thế, loại tiền tệ người chơi có thể nhận thông qua nạp, được sử dụng như Nguyên thạch và có thể đổi được những trang phục đặc biệt trong game. Trò chơi có một hệ thống đảm bảo người chơi sẽ nhận được các vật phẩm quý hiếm sau số lần cầu nguyện nhất định.

### Thất Thánh Triệu Hồi
Thất thánh Triệu hồi là một chế độ chơi thẻ bài dưới hình thức PvP, ra mắt vào ngày 7 tháng 12 năm 2022. Trò chơi được phát triển bởi các học giả tại Sumeru. Để quảng bá trò chơi, các học giả đã ủy nhiệm thương nhân Liben mang bản thử nghiệm của trò chơi bài đến nhà xuất bản Yae ở Inazuma, và ủy nhiệm cho nhà văn Fukumoto viết tiểu thuyết có tên "Vua Triệu Hồi" để quảng bá.
Trò chơi sử dụng hệ thống chiến đấu theo lượt. Người chơi cần xây dựng một bộ bài gồm 3 thẻ nhân vật và 30 thẻ hành động, và thắng bằng cách đánh đổ tất cả các thẻ nhân vật của đối thủ. Mỗi lượt cần ném 8 xúc xắc Nguyên Tố để có được điểm hành động, có thể được sử dụng để chuyển đổi các thẻ nhân vật, thẻ hành động, thẻ nhân vật để tấn công, v.v. Các phản ứng Nguyên Tố cũng có thể giúp tăng thêm sát thương, giới hạn hành động của các nhân vật đối thủ và các hiệu ứng khác. Người chơi trong Genshin Impact sẽ nhận được một trang bị để đánh dấu các nhân vật người chơi trên bản đồ có thể chơi đấu với họ, hoặc mời người chơi đấu ở quán rượu Đuôi Mèo tại Mondstadt. Đánh bại đối thủ có thể nhận được một số phần thưởng, có thể được sử dụng để mở khóa các thẻ mới. Sau khi cấp độ thẻ của người chơi đạt đến 4, họ có thể mời và chơi đấu với người chơi khác thông qua chế độ co-op.

## Cốt truyện

### Bối cảnh
Genshin Impact diễn ra tại đại lục Teyvat, bao gồm bảy quốc gia lớn: Mondstadt, Liyue, Inazuma, Sumeru, Fontaine, Natlan và Snezhnaya. Dưới lòng đất là tàn tích của quốc gia Khaenri'ah đã bị các vị thần hủy diệt 500 năm trước, trước khi các sự kiện trong trò chơi diễn ra. Không giống như bảy quốc gia còn lại, Khaenri'ah là một quốc gia vô thần. Nhân vật của người chơi, Nhà Lữ Hành (nam hoặc nữ tùy vào lựa chọn của người chơi), bị chia cắt người anh/em của họ và bị mắc kẹt trong Teyvat. Đồng hành với Nhà Lữ Hành là Paimon, một nhân vật có vai trò hướng dẫn và bắt đầu cuộc hành trình tại đại lục Teyvat để tìm kiếm người anh/em thất lạc của mình. Nhà Lữ Hành nam tên là Aether và Nhà Lữ Hành nữ tên là Lumine. Mặc dù người chơi có thể chọn tên tùy ý nhưng người anh/em của Nhà Lữ Hành (nhân vật không được chọn khi bắt đầu trò chơi) sẽ luôn gọi Nhà Lữ Hành là Aether hoặc Lumine (tùy vào nhân vật mà người chơi chọn), bất kể tên tùy chỉnh mà người chơi đặt.
Mỗi quốc gia được liên kết và tôn thờ một trong "Bảy vị chấp chính trần thế; Thất Thần", trong đó mỗi vị thần cai quản một quốc gia. Mỗi thành viên của bảy vị thần đều được liên kết với một trong các Nguyên Tố của trò chơi và được phản ánh trong các khía cạnh của quốc gia đó. Tuy nhiên, vị trí Thất Thần có thể thay đổi theo thời gian khi vị thần đương nhiệm qua đời. Những cá nhân cụ thể được Thất Thần lựa chọn sẽ được cấp Vision - một loại đá quý ma thuật giúp người mang chúng có khả năng điều khiển Nguyên Tố được khảm trên Vision được ban tặng. Những cá nhân cụ thể được Thất Thần lựa chọn sẽ được cấp Vision - một loại đá quý ma thuật giúp người sở hữu có khả năng điều khiển Nguyên Tố được khảm trên Vision được ban tặng. Người sở hữu Vision có tư cách được trở thành Thần và đặt chân đến Đảo Thiên Không.
Phản diện chính của trò chơi là Fatui và Giáo đoàn Vực Sâu. Fatui là một phái đoàn ngoại giao đến từ Snezhnaya, được quản lý bởi Băng Thần và 11 Quan Chấp Hành, tổ chức này lợi dụng quyền lực và sức ảnh hưởng của mình để can thiệp vào vấn đề nội bộ của các quốc gia còn lại. Giáo Đoàn Vực Sâu là tổ chức đối lập với "Thần", được dẫn dắt bởi "Hoàng tử/Công chúa điện hạ" – người anh/em thất lạc của Nhà Lữ Hành, mục tiêu của tổ chức là chế tạo một cỗ máy cơ khí có sức mạnh "lay chuyển thần tọa trên Đảo Thiên Không".

### Nội dung
Một cặp anh em du hành qua các vì sao và đến thăm các thế giới khác nhau tới vùng đất Teyvat, nhưng phát hiện ra rằng đất nước Khaenri'ah đang trên bờ sụp đổ. Trong lúc cố gắng rời đi, cặp song sinh bị chia cắt bởi một vị thần vô danh tự xưng là "Người duy trì Thiên Lý", người phong ấn và chia rẽ hai anh em. Năm trăm năm sau, người bị phong ấn - được gọi là "Nhà Lữ Hành" - thức tỉnh và gặp được Paimon. Kể từ đây, hai người bắt đầu cuộc tìm kiếm người song sinh mất tích của nhà lữ hành.
| Chương chính | Tên Chương                                    | Quốc gia   |
| --- | --------------------------------------------- | ---------- |
| Chương mở đầu | Người Phương Xa Đuổi Theo Gió                 | Mondstadt  |
| Cả hai đến thành phố Mondstadt và chạm trán với Phong Ma Long đang tấn công thành phố. Nhà Lữ Hành đến tổng bộ Đội Kỵ Sỹ và được yêu cầu giúp loại bỏ các nguồn sức mạnh Phong Ma Long trong các ngôi đền xưa. Sau khi hạn chế được một phần sức mạnh, Nhà Lữ Hành trở về Monstadt và gặp được "tên nhóc màu xanh". Người này tự xưng mình là nhà thơ lang thang Venti, cậu cho biết Phong Ma Long tên thật là Dvalin, và là một trong Tứ Phong Thủ Hộ của Mondstadt, nhưng nuốt phải máu ác long trong trận tử chiến năm xưa nên tinh thần dần bị bào mòn, cho đến khi tỉnh giấc thì bị Pháp Sư Vực Sâu nguyền rủa. Nhà Lữ Hành cùng Venti thanh tẩy Dvalin, tai họa rồng kết thúc và trả lại sự yên bình vốn có cho Mondstadt. Không lâu sau, Quan Chấp Hành La Signora bất ngờ tấn công và cướp lấy Gnosis của Venti, khiến cậu phải đến cây đại thụ tại Phong Khởi Địa để hồi phục. Venti khuyên Nhà Lữ Hành nên nhanh chóng đến Liyue để gặp Nham Thần, vì mỗi năm ông chỉ giáng lâm một lần. |                                               |            |
| Chương I | Lời Tạm Biệt Thể Xác Vĩnh Hằng                | Liyue      |
| Trong lúc tham gia buổi lễ "Điễn Lễ Thỉnh Tiên Thất Tinh", bầu trời bất ngờ chuyển đen và Nham Vương Đế Quân rơi xuống bàn tế như một xác chết vô hồn. Nghi ngờ Đế Quân bị ám sát, Thiên Nham Quân phong tỏa toàn bộ hiện trường, vì đứng quá gần hiện trường nên Nhà Lữ Hành bị coi là nghi phạm. Vì không muốn bị bắt nên Nhà Lữ Hành bỏ chạy khỏi hiện trường, trên đường chạy thì gặp được Quan Chấp Hành Childe. Cậu ta giúp Nhà Lữ Hành thoát khỏi sự truy đuổi của Thiên Nham Quân, Childe chỉ dẫn Nhà Lữ Hành nên diện kiến các tiên nhân đang ẩn cư để tìm kiếm sự giúp đỡ. Sau khi trở về, Childe báo tin rằng Thất Tinh Liyue đã cất giấu thi hài Đế Quân. Một thời gian sau, Childe tiết lộ âm mưu chiếm đoạt Gnosis từ xác Đế Quân, âm mưu bất thành khiến Childe dùng đến "phương án phòng bị", giải trừ phong ấn Ma thần Osial. Nhờ sự hợp lực của Tiên nhân và Thất tinh, Ma Thần bị trấn áp và đẩy lùi về biển sâu. Sau khi mọi việc ổn thỏa, cố vấn Vãng Sinh Đường Zhongli tiết lộ bản thân là Nham Vương Đế Quân, mọi việc xảy ra tại Liyue đều do một tay ông sắp xếp, Zhongli giao Gnosis cho Signora như trong thỏa thuận, đây là "khế ước chấm dứt mọi khế ước" mà ông ký kết với tư cách Nham Thần. Không lâu sau, Nhà Lữ Hành gặp lại người thân thất lạc, thế nhưng cô/cậu ta lại đang thống lĩnh Giáo Đoàn Vực Sâu và rời đi ngay sau đó. |                                               |            |
| Chương II | Thế Giới Trăm Mắt Nghìn Tay                   | Inazuma    |
| Inazuma đang thực thi lệnh bế quan tỏa cảng và lệnh Truy Lùng Vision do Raiden Shogun ban bố. Nhà Lữ Hành phải đi nhờ qua con thuyền Ngôi Sao Chết Chóc của Beidou để vượt qua lớp Lôi Điện Phong Tỏa xung quanh biên giới Inazuma. Sau khi cập bến, nhờ sự giúp đỡ của Thoma, Nhà Lữ Hành dần làm quen với chính sách pháp trị nghiêm khắc tại Lôi quốc. Quốc gia này đang trong tình trạng chiến tranh giữa quân Shogunate và quân kháng chiến Watatsumi, Nhà Lữ Hành gia nhập quân kháng chiến và phát hiện ra Fatui là thế lực đứng đằng sau lệnh Truy Vision. Trong lúc điều tra, Nhà Lữ Hành bất ngờ sa bẫy của Quan Chấp Hành Scaramouche. Đền chủ Narukami Yae Miko giao Gnosis để chuộc mạng Nhà Lữ Hành, cô cho biết Raiden Shogun thực ra là con rối do Ei – Raiden Shogun chân chính tạo ra để duy trì sự vĩnh hằng, và Nhà Lữ Hành là người duy nhất có thể xoay chuyển ý chí của Ei, đưa Inazuma trở về quỹ đạo trước khi rơi vào "vĩnh hằng đen tối". Sau trận Ngự Tiền Quyết Đấu với Signora tại Thiên Thủ Các, Nhà Lữ Hành bị đưa vào Nhất Tâm Tịnh Thổ và gặp được Ei. Cô cho rằng nguyện vọng của người dân là thứ gây bất lợi cho vĩnh hằng, lệnh Truy Lùng Vision cũng là do cô phê chuẩn. Nhờ sự hỗ trợ từ sức mạnh nguyện vọng của người dân, Nhà Lữ Hành đánh bại Ei và thuyết phục cô từ bỏ con đường vĩnh hằng và phế bỏ lệnh Truy Lùng Vision, Ei đồng ý phế bỏ Lệnh và sẽ "suy nghĩ thêm" về con đường vĩnh hằng và những đổi mới cho Inazuma. Sau khi trở về Liyue, Nhà Lữ Hành nhận được ủy thác điều tra hành vi kỳ lạ của Hilichurl tại Vực Đá Sâu. Sau khi tiến sâu vào Vực, Nhà Lữ Hành tái ngộ Dainsleif và phát hiện Giáo Đoàn Vực Sâu có âm mưu biến nơi này làm bàn đạp để phục hưng Khaenri'ah xưa kia. Kế hoạch này được tiến hành bằng cách thiết lập một mạng lưới dịch chuyển xung quanh Vực và thanh tẩy lời nguyền bất tử của Hilichurl. Nhà Lữ Hành cùng Dainsleif phá vỡ âm mưu trên, nhưng kế hoạch lật đổ Đảo Thiên Không vẫn đang được tiến hành. |                                               |            |
| Chương III | Thế Giới Trong Sách Hư Không Và Tro Tàn       | Sumeru     |
| Theo lời khuyên trước đó của Yae Miko, Nhà Lữ Hành đến Sumeru để tìm gặp Tiểu Vương Kusanali, nhưng cô lại bị Giáo Viện Sumeru (vốn không xem cô là một vị thần) giam giữ tại Thánh Địa Surasthana. Các hiền giả tại Giáo Viện đã hợp tác với Quan Chấp Hành Dottore để tạo ra một vị thần nhân tạo, nhằm thay thế cho Thảo Thần hiện tại. Sau khi giải cứu Thảo Thần và ngăn cản sự ra đời của vị thần mới, Nhà Lữ Hành cùng Kusanali thanh tẩy Cây Thế Giới, giúp Teyvat thoát khỏi hiểm họa thiên tai. Sau khi mọi thứ trở về quỹ đạo, Thảo Thần tiết lộ Nhà Lữ Hành là "Kẻ Đổ Bộ Thứ Tư", và người thân của họ đến từ Teyvat. |                                               |            |
| Chương IV | Bước Nhảy Của Kẻ Tội Đồ                       | Fontaine   |
| Chương V | Bài Thơ Về Sự Tái Sinh Rực Rỡ                 | Natlan     |
| Chương VI | Đất Nước Của Tuyết Không Được Thần Thương Yêu | Snezhnaya  |
| Chương ?? | –                                             | Khaenri'ah |
| Chương Kết | Tận Cùng Của Cánh Đồng Hoa                    | –          |

## Nhân vật

standee nhân vật Furina

| Quốc gia   | Nguyên tố | Thần cai trị        | Lý tưởng    | Tổ chức quản lý     |
| ---------- | --------- | ------------------- | ----------- | ------------------- |
| Mondstadt  | Phong     | Đại Nhân Barbatos   | Tự Do       | Đội Kỵ Sĩ Tây Phong |
| Liyue      | Nham      | Nham Vương Đế Quân  | Khế Ước     | Thất Tinh Liyue     |
| Inazuma    | Lôi       | Raiden Shogun       | Vĩnh Hằng   | Hiệp Hội Tam Cực    |
| Sumeru     | Thảo      | Tiểu Vương Kusanali | Trí Tuệ     | Giáo Viện Sumeru    |
| Fontaine   | Thủy      | Furina de Fontaine  | Chính Nghĩa | Sảnh Chấp Pháp      |
| Natlan     | Hỏa       | Mavuika             | Chiến Tranh | ?                   |
| Snezhnaya  | Băng      | Nữ Hoàng Băng Giá   |             | Fatui               |
| Khaenri'ah | ?         | Không có            | –           | Triều Đại Hắc Nhật  |

## Phát triển
Genshin Impact  bắt đầu phát triển vào cuối tháng 1 năm 2017, với đội ngũ ban đầu gồm 120 người, tăng lên 400 vào cuối năm đó và đạt 700 vào tháng 2 năm 2021. miHoYo đã hé lộ trò chơi vào tháng 6 năm 2019 tại E3 2019. Trò chơi được phát triển bằng công nghệ đồ hoạ Unity Engine. Trò chơi có ngân sách phát triển khoảng 100 triệu đô la Mỹ, trở thành một trong những tựa game có ngân sách cao nhất thời điểm đó (các trò chơi điện tử có ngân sách để phát triển cao nhất). Giữa thông báo và phát hành đã đóng thử nghiệm beta, cho phép những người chơi được mời khám phá và tương tác với thế giới mở. Trò chơi bao gồm 4 ngôn ngữ lồng tiếng và 13 ngôn ngữ cho phần văn bản. 

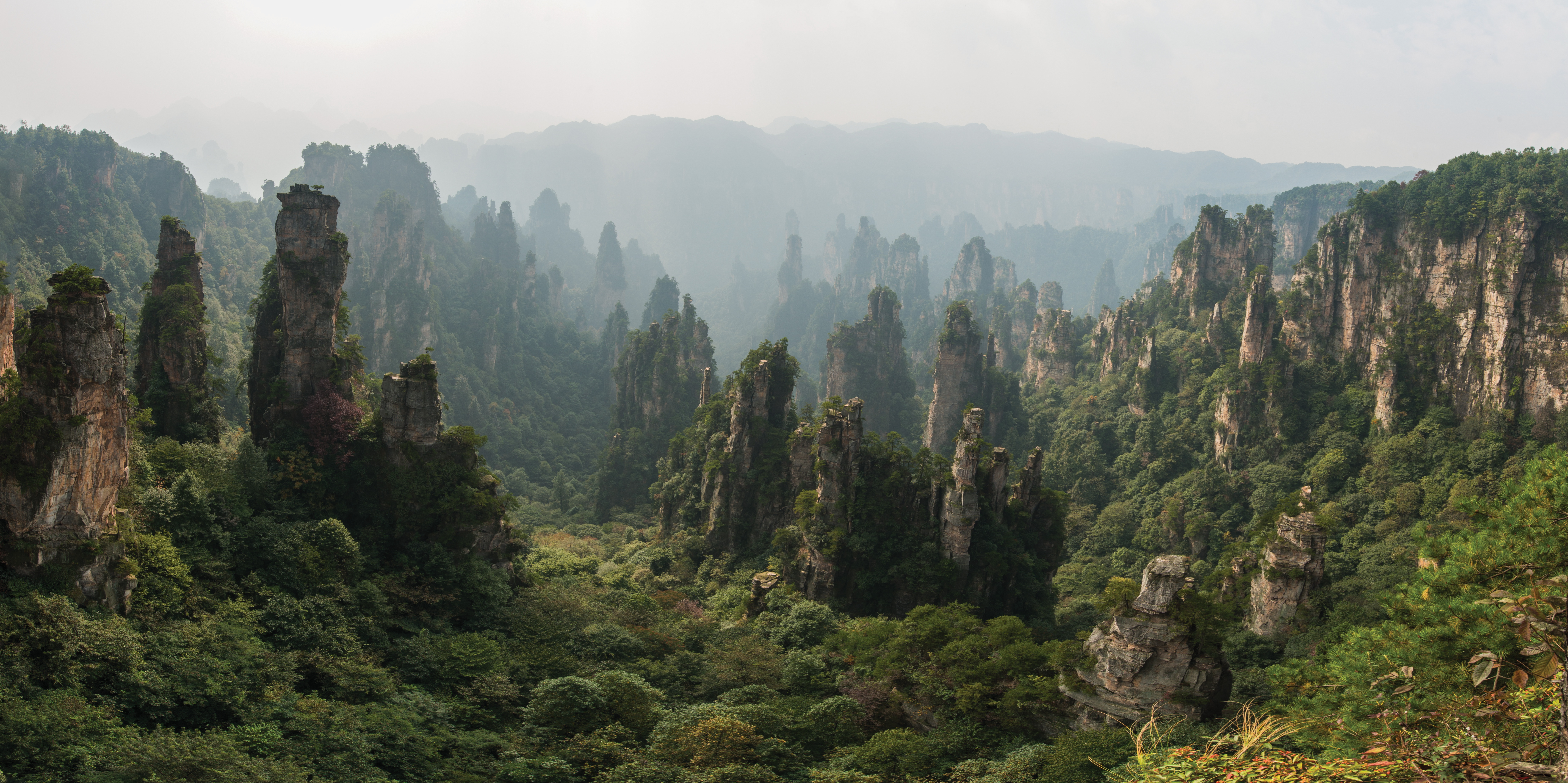
miHoYo dựa vào các địa danh có thật, như vườn quốc gia Trương Gia Giới ở tỉnh Hồ Nam, Trung Quốc, nơi đã phát triển thế giới Teyvat trong game

The Legend of Zelda: Breath of the Wild được nhóm phát triển đánh giá cao và được coi là một trong những nguồn cảm hứng chính cho  Genshin Impact . Việc phát triển nhằm mục đích làm cho trò chơi trở nên khác biệt và thú vị về hệ thống nhiệm vụ và chiến đấu cũng như các sự kiện ngẫu nhiên và chế độ khám phá. Trò chơi được thiết kế như một tựa game đa nền tảng và việc phát triển trò chơi cho các nền tảng PC và PlayStation cho phép các nhà phát triển nâng cao độ trung thực về đồ họa cho trò chơi, chẳng hạn như hiển thị các bóng đổ thực tế. Tầm nhìn nghệ thuật tổng thể của trò chơi nhằm kết hợp phong cách nghệ thuật "anime" với nhiều yếu tố chính từ các nền văn hóa trong thế giới thực. Ví dụ: lần đầu tiên Liyue được coi là sự tái hiện văn hóa Trung Quốc qua góc nhìn giả tưởng, và được kết hợp với tài liệu tham khảo từ Công viên rừng quốc gia Trương Gia Giới và Núi Thiên Môn để tạo ra khu vực.

### Âm nhạc
Trần Vũ Bằng (giản thể: 陈宇鹏) của HOYO-MiX đã sáng tác bản nhạc gốc của trò chơi, được trình diễn bởi London Philharmonic Orchestra, Shanghai Symphony Orchestra và Tokyo Philharmonic Orchestra. Cách tiếp cận để tạo nhạc nền là đưa người chơi đắm chìm vào trò chơi, đồng thời mang đến những giai điệu đẹp và đầy cảm xúc. Dựa trên âm nhạc phương Tây, bản nhạc cũng có ảnh hưởng của khu vực và văn hóa được thêm vào tùy thuộc vào khu vực. Ví dụ, trong Mondstadt Trần đã sử dụng các nhạc cụ thổi, kéo cần để phản ánh mối liên hệ của Mondstadt với gió và tự do. Ngược lại, các chủ đề chiến đấu sử dụng polyphony và các kỹ thuật sáng tác khác, cũng như bắt chước các yếu tố dàn nhạc từ các nhà soạn nhạc như Beethoven. Một album soundtrack bao gồm nhạc từ chương Mondstadt của trò chơi, "City of Winds and Idylls", được phát hành kỹ thuật số vào ngày 15 tháng 10 năm 2020. Đối với tác phẩm của mình về nhạc phim, Trần đã được trao giải "Nghệ sĩ xuất sắc — Người mới / đột phá" tại Giải thưởng âm nhạc trò chơi thường niên năm 2020. "Jade Moon Upon a Sea of Clouds", một album nhạc của vùng Liyue, được phát hành kỹ thuật số vào ngày 6 tháng 11 năm 2020. Phần nhạc nền của Long Tích Tuyết sơn được phát hành vào ngày 2 tháng 4 năm 2021, có tựa đề "Vortex of Legends". Một bản nhạc nền kỷ niệm cho Phiên bản 1.0 của trò chơi có tựa đề "Shimmering Yoyage" đã được phát hành vào ngày 19 tháng 7 năm 2021. Chen đã bày tỏ sự quan tâm đến việc phát hành nhạc phim trên CD, cũng như tổ chức một buổi hòa nhạc trong tương lai.

## Phát hành
Genshin Impact được phát hành trên Microsoft Windows, PlayStation 4, Android, và iOS vào ngày 28 tháng 9 năm 2020, và có tính năng chơi đa nền tảng giữa các nền tảng với nhau. Trò chơi có thể chơi được trên PlayStation 5 vào ngày 11 tháng 11 năm 2020. Vào ngày 28 tháng 4 năm 2021, phiên bản thích hợp của trò chơi đã được phát hành trên PlayStation 5, đồ hoạ nâng cao, tải nhanh hơn và hỗ trợ bộ điều khiển DualSense. Trò chơi có thể được phát hành trên Nintendo Switch, mặc dù vẫn chưa có thời điểm phát hành nào được công bố.
Trước khi phát hành, trò chơi đã có hơn 10 triệu lượt đăng ký, trong đó hơn một nửa đến từ bên ngoài Trung Quốc. Theo một số người, Genshin Impact là tựa game phát hành trên quy mô quốc tế thành công nhất so với bất kỳ trò chơi điện tử nào của Trung Quốc. Trước khi phát hành, trò chơi đã giành chiến thắng trong cuộc bỏ phiếu bình chọn Tokyo Game Show Media Awards 2020, đứng đầu trong số 14 trò chơi khác.
Ngay sau khi trò chơi ra mắt, miHoYo đã thông báo về lịch trình cập nhật nội dung trong những tháng tiếp theo. Các bản cập nhật nội dung này được lên kế hoạch triển khai vào trò chơi sáu tuần một lần (có thể thay đổi nếu có sự cố phát sinh). Các bản vá bổ sung trong tương lai sẽ bổ sung thêm nhiều sự kiện và các khu vực mới của Teyvat. Là một dự án dài hạn, phần lớn trò chơi vẫn chưa hoàn thành. Khi phát hành, chỉ có hai trong số bảy khu vực chính dành cho trò chơi được phát hành và miHoYo dự đoán sẽ mất vài năm để hoàn thành cốt truyện. Theo phát biểu của chủ tịch miHoYo – Thái Hạo Vũ, việc phát triển liên tục cho trò chơi tiêu tốn 200 đô la Mỹ mỗi năm. miHoYo đã bắt đầu phát hành một manga mô tả chi tiết bối cảnh của các nhân vật và thế giới hư cấu của Teyvat, và các kế hoạch khác trong tương lai bao gồm truyện tranh, đồ chơi và hoạt hình. Tháng 9 năm 2022, miHoYo thông báo chính thức hợp tác với hãng phim Ufotable để phát triển hoạt hình dựa trên bối cảnh trò chơi.

## Tranh cãi
Khi được giới thiệu lần đầu tại hội chợ ChinaJoy vào năm 2019, trò chơi bị chỉ trích vì tương đồng với Breath of the Wild. Các fan Zelda tại hội chợ đã thể hiện những hành động chỉ trích tại gian hàng Sony, tiêu biểu một cá nhân đã đập nát máy PlayStation 4 của mình trong một cuộc biểu tình.
Ngay sau khi phát hành, người chơi phát hiện rằng hệ thống chống gian lận dựa trên kernel của trò chơi sẽ tiếp tục hoạt động sau khi trò chơi được đóng hoặc gỡ bỏ, điều này gây ra mối lo ngại rằng trò chơi đã cài đặt phần mềm gián điệp. Một số người chơi Nhật Bản sử dụng các thiết bị iOS cũng cho thấy rằng trò chơi đọc nội dung khay nhớ tạm của người chơi khi khởi động. miHoYo đã thông báo rằng cả hai vấn đề đều là kết quả của lỗi mã hóa và đã được giải quyết và sửa chữa.
Vào ngày 6 tháng 10 năm 2020, nhà báo kiêm streamer Kazuma Hashimoto trên Twitch đã đăng tải một video trên trang web Twitter cho thấy các thuật ngữ chính trị gây tranh cãi ở Trung Quốc như "Hong Kong" và "Taiwan" bị kiểm duyệt trong phần trò chuyện của trò chơi. Vì là nhà phát triển của trò chơi, miHoYo có trụ sở tại Trung Quốc và phải tuân thủ chính sách kiểm duyệt của chính quyền địa phương, bao gồm việc tuân thủ một danh sách tương đối lớn các từ bị cấm không thể sử dụng trong trò chơi hoặc qua trò chuyện. Các thuật ngữ khác không liên quan đến chính trị Trung Quốc cũng bị cấm, như "Putin", "Hitler" và "Stalin". Bên cạnh các thuật ngữ chính trị, các thuật ngữ vô hại như "enemies" và "words" cũng bị kiểm duyệt.
Vào tháng 11 năm 2020, khi nhân vật Zhongli được ra mắt, trò chơi đã gây ra tranh cãi khi bộ kĩ năng và lối chơi của nhân vật bị coi là quá tệ đến mức bị xem là lăng mạ các game thủ Trung Quốc. miHoYo đã đăng một bài đăng trên blog phản hồi, nhấn mạnh rằng nhân vật đang hoạt động theo thiết kế ban đầu. Sau đó, miHoYo đã xin lỗi và hứa sẽ cải thiện bộ phận của nhân vật trong giai đoạn thử nghiệm beta cho phiên bản 1.3.
Vào tháng 3 năm 2021, công ty đồ ăn nhanh KFC tại Trung Quốc đã thông báo một sự kiện hợp tác cung cấp sản phẩm trong trò chơi bao gồm quà tặng độc quyền và vật phẩm trong trò chơi cho khách hàng đến cửa hàng và hô to câu "Gặp nhau ở thế giới khác, thưởng thức đồ ăn ngon!". Kết quả là các cửa hàng KFC tại Thượng Hải, Nam Kinh và Hàng Châu đã tụ tập quá nhiều người tham gia, sai quy định phòng chống COVID-19 của chính quyền, sự kiện đã buộc phải đóng cửa trước thời hạn .
Vào tháng 9 năm 2021, các game thủ đã chỉ trích việc phần thưởng trong game quá ít ở sự kiện kỷ niệm 1 năm được tổ chức bởi miHoYo. Không có bình luận chính thức nào về phần thưởng, dẫn đến việc fan phản đối trên các trang đánh giá. Điểm đánh giá trên Google Play của trò chơi giảm từ 4,5 xuống còn 1,9. Các trò chơi khác của miHoYo, bao gồm Honkai Impact 3rd và Tears of Themis cũng bị ảnh hưởng. Trong phản hồi, miHoYo chính thức gửi lời xin lỗi đến người chơi và chỉnh các phần thưởng kỷ niệm trả phí sắp tới thành sự kiện đăng nhập nhận quà hạn giờ.
Vào ngày 24 tháng 8 năm 2022, trò chơi phát hành phiên bản 3.0, ra mắt khu vực Sumeru. Tuy nhiên, các nhân vật của Sumeru được cho là "lấy cảm hứng từ văn hóa của Tây Nam Á, Bắc Phi và Nam Á", nhưng các nhân vật đều có màu da trắng đã gây ra tranh cãi.
Mặt nạ của nhân vật Xiao đã bị phụ huynh gọi là "satanic" sau khi được sơn lên bức tranh tường tại trường trung học Michigan.
Vào tháng 2 năm 2023, nam diễn viên lồng tiếng tiếng Anh của nhân vật Tighnari, Elliot Gindi bị cáo buộc về hành vi lạm dụng tình dục đối với trẻ em. Gindi đã xin lỗi vì một số hành động của mình nhưng phủ nhận các cáo buộc về lạm dụng trẻ em. Anh ta đã bị cộng đồng Genshin Impact và các đồng nghiệp khác lên án rộng rãi, với giám đốc thu âm của trò chơi, Chris Faiella, đang cố gắng đưa ra các bằng chứng chống lại Gindi. HoYoverse sau đó đã thông báo trên Twitter rằng Gindi sẽ không còn lồng tiếng cho Tighnari nữa do "vi phạm hợp đồng", và xác nhận rằng nhân vật sẽ được đổi diễn viên lồng tiếng mới sẽ được tiết lộ sau này. Ngày 11 tháng 4 năm 2023, HoYoverse thông báo Zachary Gordon sẽ trở thành diễn viên lồng tiếng mới của nhân vật Tighnari.

### Quyền riêng tư và bảo mật
Trò chơi đã bị chỉ trích vì thiếu các tính năng bảo mật trên các trang web khác, như xác thực hai yếu tố. Vào ngày 19 tháng 10 năm 2020, một lỗ hổng bảo mật dễ bị tấn công đã được phát hiện làm lộ số điện thoại được liên kết với tài khoản của người chơi trong nỗ lực khôi phục mật khẩu trên trang web của miHoYo, tuy nhiên vấn đề vẫn chưa được khắc phục cho đến ngày 9 tháng 11 năm 2020. miHoYo đã đưa ra thông báo cảnh giác về các vấn đề bảo mật, thông báo cho người chơi cẩn thận khi chia sẻ tài khoản và khuyến khích liên kết tài khoản với địa chỉ email và số điện thoại. Từ ngày 17 tháng 5 năm 2021, tính năng xác thực hai yếu tố được kích hoạt khi đăng nhập trên thiết bị mới.
Vào ngày 24 tháng 8 năm 2022, TrendMicro cho biết, đội ngũ của họ đã phát hiện ra một lỗ hổng trong hệ thống chống gian lận của game. Những hacker có thể lợi dụng lỗ hổng này để có thể vượt qua phần mềm chống virus trên máy nạn nhân. Điều bất ngờ là lỗ hổng này đã xuất hiện trong hệ thống chống gian lận từ hai năm trước mà không ai phát hiện ra.

## Đón nhận
Genshin Impact được đánh giá là "tuyệt vời" theo đánh giá của Metacritic. Thế giới mở của Teyvat đã thu hút sự khen ngợi; Travis Northup của IGN đã mô tả Teyvat là "một thế giới hoàn toàn bùng nổ với các khả năng", Jordan Helm của Hardcore Gamer mô tả nó là "một tựa game giải đố lớn về môi trường". Cụ thể là Liyue đã được chọn ra bởi Sisi Jiang của Kotaku vì là "một trong những khu vực thú vị nhất mà tôi đã đến thăm trong một trò chơi điện tử trong nhiều năm", trước khi tiếp tục thảo luận về cách khu vực này "thể hiện một bức chân dung lý tưởng về các mối quan hệ xã hội Trung Quốc tồn tại trong các bản địa hóa". Game Informer đã mô tả trò chơi là một trải nghiệm đáng kinh ngạc, lưu ý rằng "anh ấy chơi nhiều lần thu thập, nâng cấp và tùy chỉnh rất hấp dẫn và lôi cuốn". Việc thể hiện lối chơi ấn tượng Pocket Gamer, và Destructoid's Chris Carter gọi hệ thống chiến đấu là "một trong những điều thú vị nhất" của trò chơi. NPR nhận xét rằng trò chơi có rất nhiều nội dung mặc dù được chơi miễn phí, và Forbes khen trò chơi là một trò chơi có cảm giác mạch lạc và hoàn chỉnh.. Gene Park từ tờ The Washington Post ca ngợi trò chơi là cuộc cách mạng cho thể loại này, khi người chơi "tưởng tượng một thế giới trò chơi di động với các tựa game có chất lượng phù hợp với trải nghiệm hàng đầu của ngành game". Polygon cũng khen ngợi tựa game vì tạo sự khác biệt với các đối thủ cạnh tranh cùng thị phần khác, "báo trước sự xuất hiện của nó khi các trò chơi trên thiết bị di động trở nên phổ biến hơn và hấp dẫn hơn" "khán giả bên ngoài nhân khẩu học chơi game di động điển hình" và "người chơi mới không có phần cứng để chơi các game nhập vai thông thường và ngốn nhiều tài nguyên hơn" .
Hầu hết những lời chỉ trích về Genshin Impact đến từ khía cạnh cuối trò chơi của trò chơi, Kotaku lưu ý rằng mặc dù trò chơi cung cấp trải nghiệm chắc chắn nhưng nó cũng có "một số điều nhảm nhí điển hình đi kèm với con số không - thẻ giá đô la ". GameSpot rằng trò chơi "bị cản trở một chút bởi những hạn chế mà hình thức chơi miễn phí của nó áp đặt". Paul Tassi của  Forbes  đã chỉ trích hệ thống nhựa trong game, lưu ý rằng để vượt qua một điểm nhất định, người ta phải "chi một số tiền vô lý để có được một vàitimegates [sic] ở trong game". PC Gamer nói rằng chơi trò chơi kết thúc trở thành "khẩu hiệu" và rằng hệ thống nhựa trong game "cảm thấy không quá cần thiết". Cảnh báo người chơi về mức độ nguy hiểm của việc kiếm tiền, The Washington Post nói thêm rằng một trò chơi được thiết kế tốt như vậy từ quan điểm thẩm mỹ có thể khiến một số người đánh cược với hệ thống gacha của trò chơi.

### Giải thưởng
| Năm  | Giải thưởng                          | Hạng mục                           | Kết quả   | Ref     |
| ---- | ------------------------------------ | ---------------------------------- | --------- | ------- |
| 2020 | The Game Awards 2020                 | Trò chơi di động hay nhất          | Đề cử     | [ 114 ] |
| 2020 | The Game Awards 2020                 | Trò chơi nhập vai hay nhất         | Đề cử     | [ 114 ] |
| 2020 | Lo Mejor de la App Store de 2020     | Juego para iPhone del año          | Đoạt giải | [ 115 ] |
| 2020 | Best Games of 2020                   | Best Game of 2020                  | Đoạt giải | [ 116 ] |
| 2020 | Best Games of 2020                   | Users' Choice Game of 2020         | Đề cử     | [ 117 ] |
| 2020 | TapTap Game Awards 2020              | Game of the Year                   | Đoạt giải | [ 118 ] |
| 2020 | Golden Joystick Awards               | Ultimate Game of the Year          | Đề cử     | [ 119 ] |
| 2021 | 2021 Apple Design Award              | Visuals and Graphics               | Đoạt giải | [ 120 ] |
| 2021 | Pocket Gamer Mobile Game Awards 2021 | Pocket Gamer People's Choice       | Đề cử     | [ 121 ] |
| 2021 | Pocket Gamer Mobile Game Awards 2021 | Best Audio/Visual Accomplishment   | Đoạt giải | [ 121 ] |
| 2021 | Pocket Gamer Mobile Game Awards 2021 | Game of the Year                   | Đoạt giải | [ 121 ] |
| 2021 | PlayStation Partner Awards 2021      | GRAND AWARD                        | Đoạt giải | [ 122 ] |
| 2021 | PlayStation Game Music Award         | Game Music Award                   | Đoạt giải | [ 123 ] |
| 2021 | The Game Awards 2021                 | Trò chơi di động hay nhất          | Đoạt giải | [ 124 ] |
| 2021 | The Game Awards 2021                 | Trò chơi đang phát triển tốt nhất  | Đề cử     | [ 124 ] |
| 2022 | The Game Awards 2022                 | Trò chơi di động hay nhất          | Đề cử     | [ 125 ] |
| 2022 | The Game Awards 2022                 | Trò chơi đang phát triển tốt nhất  | Đề cử     | [ 125 ] |
| 2022 | The Game Awards 2022                 | Trò chơi do người hâm mộ bình chọn | Đoạt giải | [ 125 ] |
| 2022 | PlayStation Partner Awards 2022      | GRAND AWARD                        | Đoạt giải | [ 126 ] |
| 2022 | Golden Joystick Awards 2022          | Still Playing Award                | Đoạt giải | [ 127 ] |
| 2023 | Golden Joystick Awards 2023          | Still Playing Award                | Đoạt giải | [ 128 ] |
| 2023 | PlayStation Partner Awards 2023      | GRAND AWARD                        | Đoạt giải | [ 129 ] |
| 2023 | The Game Awards 2023                 | Trò chơi đang phát triển tốt nhất  | Đề cử     | [ 130 ] |
| 2023 | The Game Awards 2023                 | Trò chơi do người hâm mộ bình chọn | Đề cử     | [ 130 ] |

Apple đã trao giải Genshin Impact với "Game of The Year iPhone" trong App Store hay nhất năm 2020 và "Apple Desgin Award Winners" năm 2021 cho Hình ảnh và Đồ họa. Trò chơi cũng đã giành được giải "Best Games of 2020" của Google Play và được đề cử cho "Play Users Choice Awards" tại giải thưởng Best games of 2020. Tại TapTap Game Awards 2020, trò chơi đã giành được giải thưởng "Game of The Year ". Trò chơi cũng được đề cử cho Game nhập vai hay nhất và Game di động hay nhất tại The Game Awards 2020, và cho Trò chơi tốt nhất của năm tại Golden Joystick Awards. Trò chơi đã được đề cử cho trò chơi đang phát triển tốt nhất và giành được giải Trò chơi di động hay nhất tại The Game Awards 2021.

### Doanh thu và lượt tải
Trên nền tảng di động, Genshin Impact đã có 23 triệu lượt tải xuống và thu về khoảng 60 triệu đô la Mỹ trong vòng một tuần sau khi phát hành. Trong vòng hai tuần, con số đó đã tăng lên hơn 100 triệu đô la. Đến tháng 10 năm 2020, Genshin Impact trở thành trò chơi có doanh thu cao nhất ở thời điểm đó. Doanh thu chủ yếu đến từ các nước Trung Quốc, Nhật Bản, Hàn Quốc và Hoa Kỳ.
Genshin Impact đã thu về hơn 393 triệu đô la trong vòng hai tháng sau khi phát hành và hơn 1 tỷ đô la vào cuối tháng 3 năm 2021, đây là trò chơi có doanh thu cao thứ ba từ một trò chơi di động tại thời điểm đó đó chỉ sau Vương giả vinh diệu và PUBG Mobile khiến game trở thành trò chơi di động có tổng doanh thu cao nhất mọi thời đại và là trò chơi nhanh nhất đạt được cột mốc đó trên Google Play và App Store. Đến tháng 10 năm 2021, trò chơi đã thu về hơn 2 tỷ đô la.
Trên tất cả các nền tảng (bao gồm nền tảng di động, console và máy tính), tính đến 9/2021, trò chơi đã thu về 3,7 tỷ đô la Mỹ, trở thành game có doanh thu cao nhất năm so với bất kì trò chơi điện tử nào. Phiên bản di động đã thu về thêm 567 triệu đô la Mỹ từ tháng 1 đến tháng 3 năm 2022, cộng lại tổng doanh thu hơn 4,267 tỷ đô la Mỹ.